# Ben Hill
Benjamin "Ben" Hill (Scone, Nova Gal·les del Sud, 5 de febrer de 1990) és un ciclista australià. Professional des del 2013, actualment milita a l'equip Attaque Gusto.

## Palmarès
- 2011
  - Vencedor d'una etapa del Tour de Geelong
- 2014
  - Vencedor de 3 etapes del Tour de Southland
- 2015
  - Vencedor d'una etapa de l'Adelaida Tour
  - Vencedor d'una etapa del Tour de Tasmània
- 2016
  - 1r del Tour de Tailàndia
- 2017
  - 1r del Tour de Tochigi
- 2019
  - 1r al Trofeu Alcide Degasperi
  - Vencedor d'una etapa al Volta al Japó